# Marcel Prévost

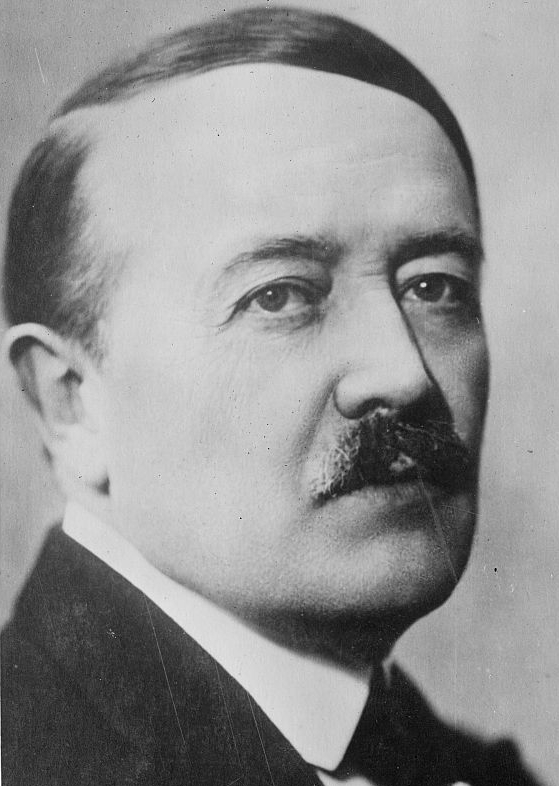
Marcel Prévost

Eugène Marcel Prévost (1 de mayo de 1862 - 8 de abril de 1941) fue un novelista y dramaturgo francés nacido en París, en el VIII Distrito de París y fallecido en Vianne. Fue elegido miembro de la Academia Francesa para el asiento número 9, que había sido de Victorien Sardou.

## Datos biográficos
Estudió en el seminario de Orléans, después en Châtellerault y en Burdeos, en el colegio de Saint-Joseph de Tivoli. Más tarde con los jesuitas en París. Fue alumno de la Escuela Politécnica de Francia en 1882, graduándose de ingeniero. Trabajó en la manufactura de tabaco en Lot-et-Garonne cuando era joven.
Fue director de la Revue de France de 1922 a 1940. Presidió también la Sociedad de Gente de Letras. Fue elegido a la Academia Francesa el 27 de mayo de 1909 para el asiento que Victorien Sardou dejó vacante.
Fue hecho Comendador de la Legión de Honor.
Fue pintado por Paul Chabas en el cuadro solicitado por el editor Alponse Lemerre, Chez Alphonse Lemerre, à Ville D'Avray (salón de 1895), al lado del académico Paul Bourget, de Sully Prudhomme, de Paul Arène y de Alphonse Daudet, entre otros.
Marcel Prévost fue presidente de la Unión francesa para el salvamento de la infancia de 1937 a 1941.

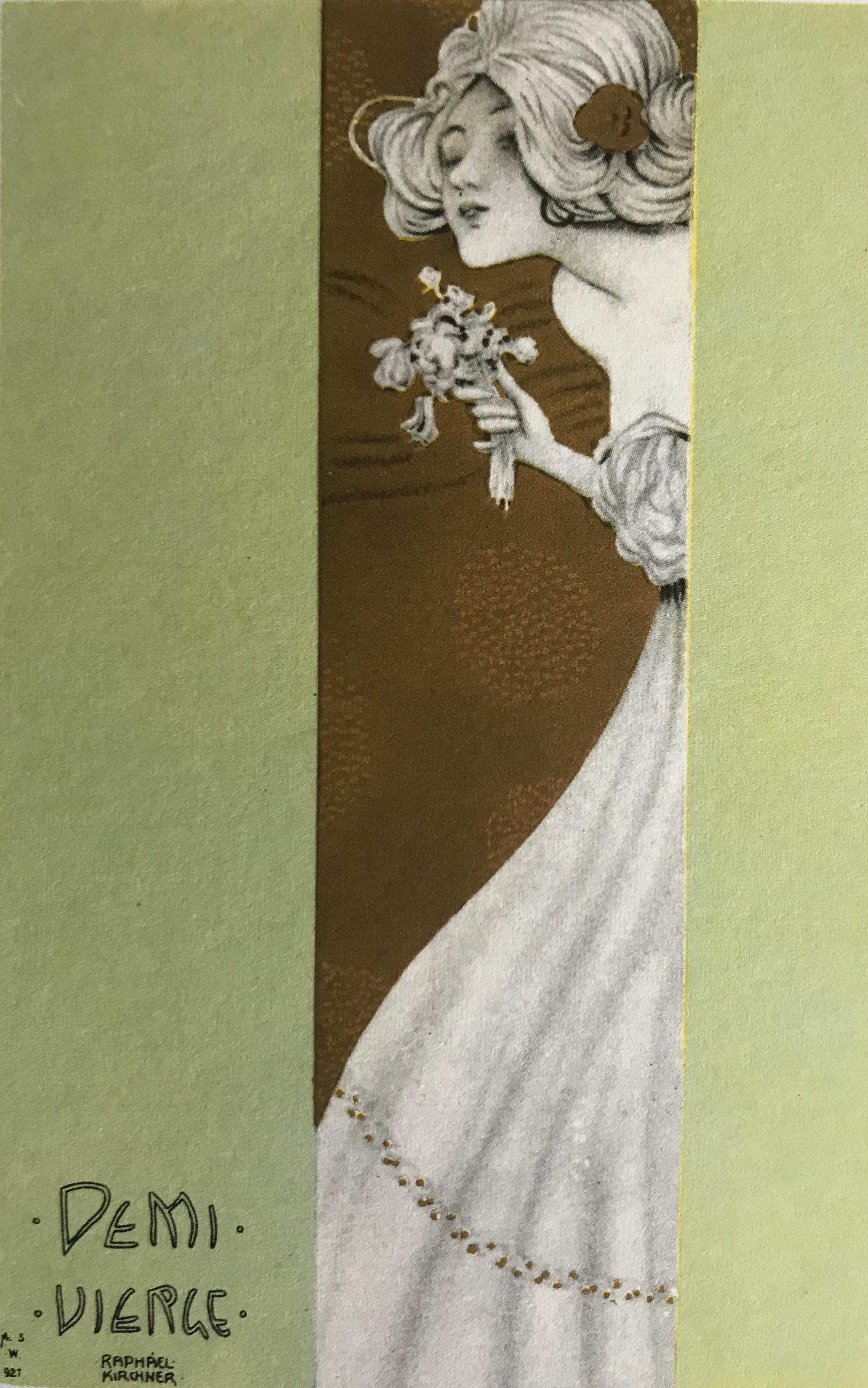
Kirchner-Prévost, Demi vierge

## Obra
En 1881, comenzó a publicar novelas en el periódico monárquico Le Clairon. En 1890, dejó la función pública para consagrarse a la literatura. Escribió sobre la vida en la provincia francesa: Le Scorpion (1887), Chonchette (1888), Mlle. Jaufre (1889). Después inició la línea que le aportaría gran éxito literario: el estudio del carácter de las mujeres visto desde el ángulo masculino. Libros como Cousine Laura (1890), La Confession d’un amant (1891), Lettres de femmes (1892), L'Automne d'une femme (1893), son ejemplos de esta vena literaria del autor.
Su libro más conocido fue la novela llamada Les Demi-vierges. Describe en su obra los rasgos y el daño que París y la educación moderna, a fines del siglo XIX, hacían sobre las jóvenes francesas. El término demi vierge que se incorporó al lenguaje común significó en su tiempo, la condición de una joven liberada pero aún virgen. La novela se adaptó a la escena teatral y se presentó con gran éxito en el Théâtre du Gymnase estrenándose el 2 de mayo de 1895.

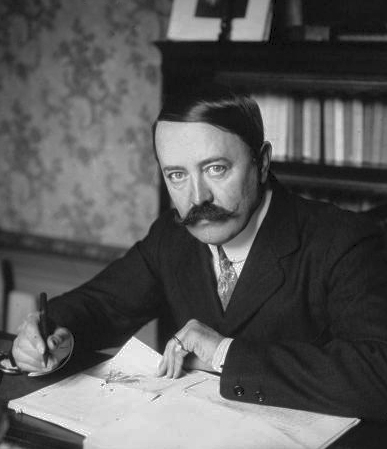
Marcel Prévost en su estudio en 1910

Después publicó: Jardin secret (1897), Les Vierges fortes (1900), Frédérique (1900), Léa (1900), L'Heureux Ménage (1901), Les Lettres à Françoise (1902), La Princesse d'Erminge (1904), L'Accordeur aveugle (1905), Féminités (1912), Les Don Juanes (1922), La Mort des Ormeaux (1938) entre otros. Algunas de su obras suscitaron la irritación y la protesta de la iglesia católica por considerarlas demasiado atrevidas en términos de la sexualidad y el erotismo que plantearon.

## Adaptación al cine
- 1936 : Les Demi-vierges de Pierre Caron